# Aws Wärme Service
Die Aws Wärme Service GmbH und Co. KG (Eigenschreibweise aws Wärme Service) ist ein Handelsunternehmen für Heizöl, Diesel und Ökostrom mit Sitz in Hamburg und Verwaltungssitz in Bochum. Seit dem 1. Januar 2011 gehört sie zur Mobene GmbH & Co. KG, einem Joint Venture der BP Europa SE und Oktan Mineraloel-Vertrieb GmbH.

## Geschichte
Die Ursprünge des Unternehmens gehen zurück auf die 1950er Jahre. 1958 gründete die Gelsenberg-Benzin AG als Vertriebsgesellschaft die Heizölvertrieb Gelsenberg und Mobil Oil GmbH. 1967 firmierte die Gesellschaft zur Raab Karcher Heizölvertrieb Gesellschaft mit beschränkter Haftung um. Raab Karcher war zu diesem Zeitpunkt ein Tochterunternehmen von Gelsenberg. In den folgenden Jahren wurde der Unternehmensbereich Mineralölvertrieb mehrfach umstrukturiert. Aus dem Raab Karcher Mineralölhandel wurde 1993 der Veba Oel Vertrieb, daraus 1997 der Veba Wärmeservice, im Jahr 2000 der Aral Wärme Service und schließlich 2004 Aws Wärme Service. Später gehörte das Unternehmen BP Europa SE und der Oktan Mineraloel-Vertrieb GmbH. Zum 1. Januar 2011 wurde es in deren Joint Venture Mobene GmbH & Co. KG überführt und wurde vollständig in diese Marke überführt.

## Geschäftstätigkeit
Das Kerngeschäft der Aws Wärme Service war der Vertrieb von leichtem Heizöl (HEL). 2009 erfolgte der Einstieg in den Onlinehandel mit Heizöl und den Vertrieb von Strom. Es gab 32 Vertriebsbüros in Deutschland.